# Cabinet Kretschmer III
Pour les articles homonymes, voir Cabinet Kretschmer.
État libre de Saxe
Kretschmer II 
Le cabinet Kretschmer III (en allemand : Kabinett Kretschmer III) est le gouvernement de l'État libre de Saxe depuis le 19 décembre 2024, sous la 8e législature du Landtag.
Il est dirigé par le chrétien-démocrate Michael Kretschmer et formé après les élections régionales du 1er septembre 2024. Il se compose de dix ministres, dont une porte le titre de vice-ministre-président.
Il est constitué d'une grande coalition entre l'Union chrétienne-démocrate et le Parti social-démocrate. Il est minoritaire.
Il succède au cabinet Kretschmer II.

## Historique du mandat
Ce gouvernement est dirigé par le ministre-président chrétien-démocrate sortant Michael Kretschmer. Il est constitué d'une grande coalition entre l'Union chrétienne-démocrate d'Allemagne (CDU) et le Parti social-démocrate d'Allemagne (SPD). Ensemble, ils disposent de 51 députés sur 120, soit 42,5 % des sièges du Landtag.
Il est formé à la suite des élections régionales du 1er septembre 2024.
Il succède donc au cabinet Kretschmer II, constitué d'une coalition « kényane » entre l'Union chrétienne-démocrate, l'Alliance 90/Les Verts (Grünen) et le Parti social-démocrate.

### Formation
Lors des élections régionales, l'Union chrétienne-démocrate arrive en tête, devançant de justesse l'Alternative pour l'Allemagne (AfD), mais les résultats du Parti social-démocrate et des Verts rendent impossibles la reconduction de la coalition « kényane ».
Le 17 octobre suivant, après plusieurs contacts préliminaires, l'Union chrétienne-démocrate, l'Alliance Sahra Wagenknecht - Pour la raison et la justice (BSW) et le Parti social-démocrate s'entendent pour commencer les discussions exploratoires, préalables aux négociations d'une coalition « de la mûre ». Après une brève suspension le 26 octobre de la part du SPD pour marquer son opposition à un vote conjoint de l'AfD et du BSW au Landtag, les entretiens sont définitivement interrompus le 6 novembre par la BSW, qui expose ses désaccords avec la CDU et le SPD sur la guerre en Ukraine, l'immigration et la fiscalité.
Les directions de l'Union chrétienne-démocrate et du Parti social-démocrate s'accordent le 14 novembre pour négocier une « grande coalition » minoritaire, disposant de seulement 51 députés sur 120, et se disent prêtes à discuter au préalable sur les textes législatifs avec l'ensemble des groupes parlementaires, sauf l'AfD. Ils concluent leur accord de coalition le 3 décembre. Le pacte est ratifié le 14 décembre par la CDU et le surlendemain par le SPD.
Lors du vote d'investiture organisé le 18 décembre au Landtag, Michael Kretschmer échoue au premier tour de scrutin, par 55 voix favorables alors que la majorité absolue des députés, soit 61 voix, était requise. Au second tour, organisé dans la foulée, il est effectivement réélu ministre-président par 69 voix favorables. Il forme son gouvernement de dix ministres le lendemain.

## Composition
- Par rapport au cabinet Kretschmer II, les nouveaux ministres sont indiqués en gras et les ministres ayant changé d'attributions sont indiqués en italique.

| Portefeuille                                                                                   | Titulaire | Titulaire                    | Parti |
| ---------------------------------------------------------------------------------------------- | --------- | ---------------------------- | ----- |
| Ministre-président                                                                             |           | Michael Kretschmer           | CDU   |
| Vice-ministre-présidente Ministre des Affaires sociales, de la Santé et de la Cohésion sociale |           | Petra Köpping                | SPD   |
| Ministre de l'Intérieur                                                                        |           | Armin Schuster               | CDU   |
| Ministre des Finances                                                                          |           | Christian Piwarz             | CDU   |
| Ministre de l'Environnement et de l'Agriculture                                                |           | Georg-Ludwig von Breitenbuch | CDU   |
| Ministre de l'Éducation                                                                        |           | Conrad Clemens               | CDU   |
| Ministre de la Science                                                                         |           | Sebastian Gemkow             | CDU   |
| Ministre de la Culture et du Tourisme                                                          |           | Barbara Klepsch              | CDU   |
| Ministre de l'Économie, du Travail, de l'Énergie et du Climat                                  |           | Dirk Panter                  | SPD   |
| Ministre de la Justice                                                                         |           | Constanze Geiert             | CDU   |
| Ministre des Infrastructures et du Développement régional                                      |           | Regina Kraushaar             | CDU   |